# Gerhard Hoffmann (Pädagoge)
Gerhard Hoffmann  (* 1944 in Albrechts) ist ein deutscher Pädagoge, Offizier und Sachbuchautor.

## Leben
Gerhard Hoffmann lebt seit 1969 in Frankfurt (Oder). Seine Stationen sind Lehre und Arbeit als Möbeltischler, Pädagogik-Studium in Dresden 1963–1967, Tätigkeit als  Fachlehrer für Deutsch und Kunsterziehung und schließlich Offizier bis 1990. Er arbeitete in der Vereinigung der Verfolgten des Naziregimes – Bund der Antifaschistinnen und Antifaschisten mit. So leistete er Forschungen zum antifaschistischen Widerstand.

## Werke (Auswahl)
- Zusammen mit Gitta Günther: Konzentrationslager Buchenwald 1937 bis 1945, Ilmenau : RhinoVerlag, 2016, ISBN 978-3-955-60897-2
- Mitautor von: Buchenwald, ich kann dich nicht vergessen. Lebensbilder, Berlin 2007 und 2015.
- Spuren – Günter Hoffmann, Frankfurt (Oder) 2009.
- Lebenslinien, Frankfurt (Oder) 2001.
- Antifaschistischer Widerstand in Frankfurt (Oder) und Umgebung, Schkeuditz 1999, ISBN 978-3-932725-92-0